# Rubus flagellaris
Rubus flagellaris là loài thực vật có hoa trong họ Hoa hồng. Loài này được Willd. miêu tả khoa học đầu tiên năm 1809.

## Hình ảnh

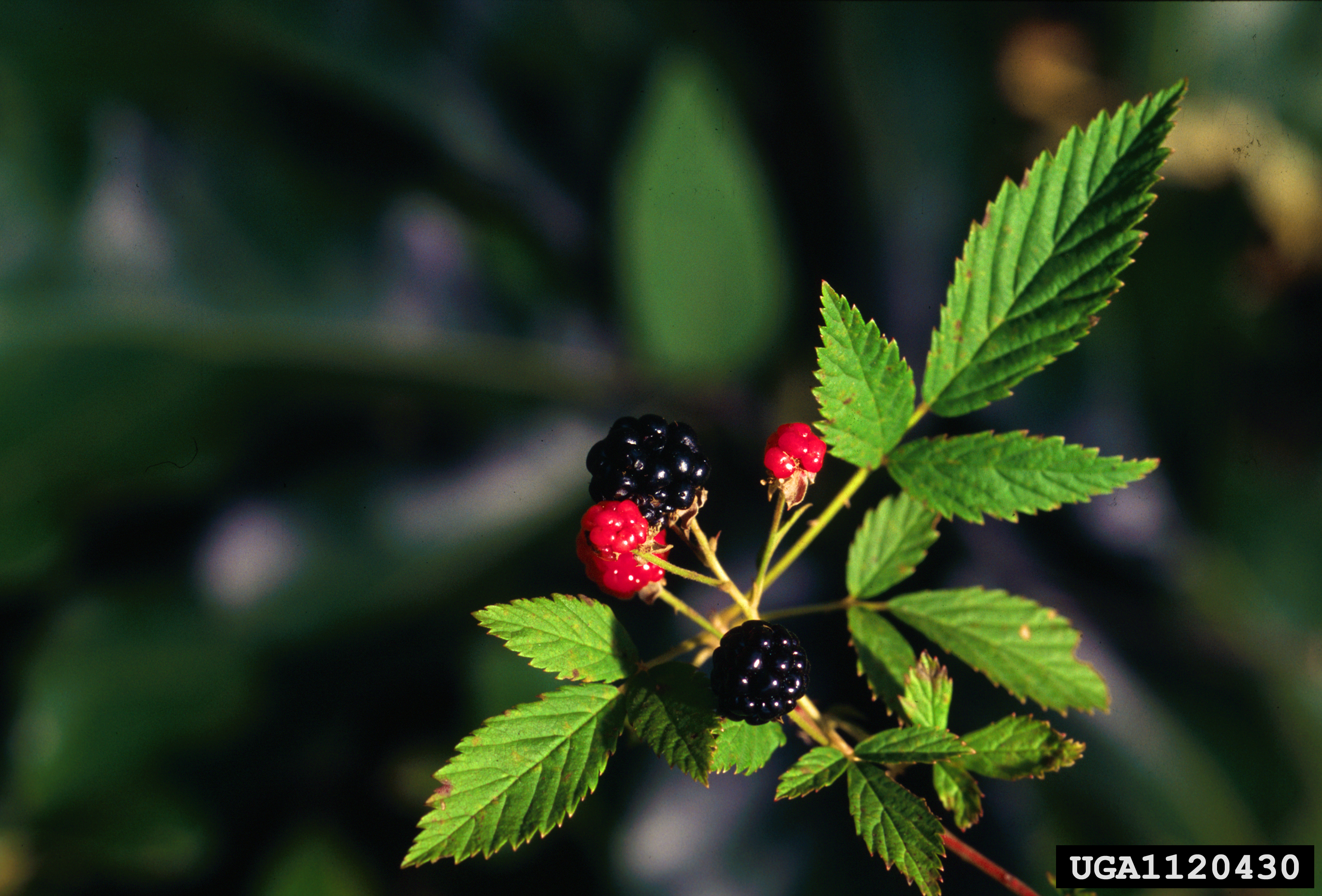
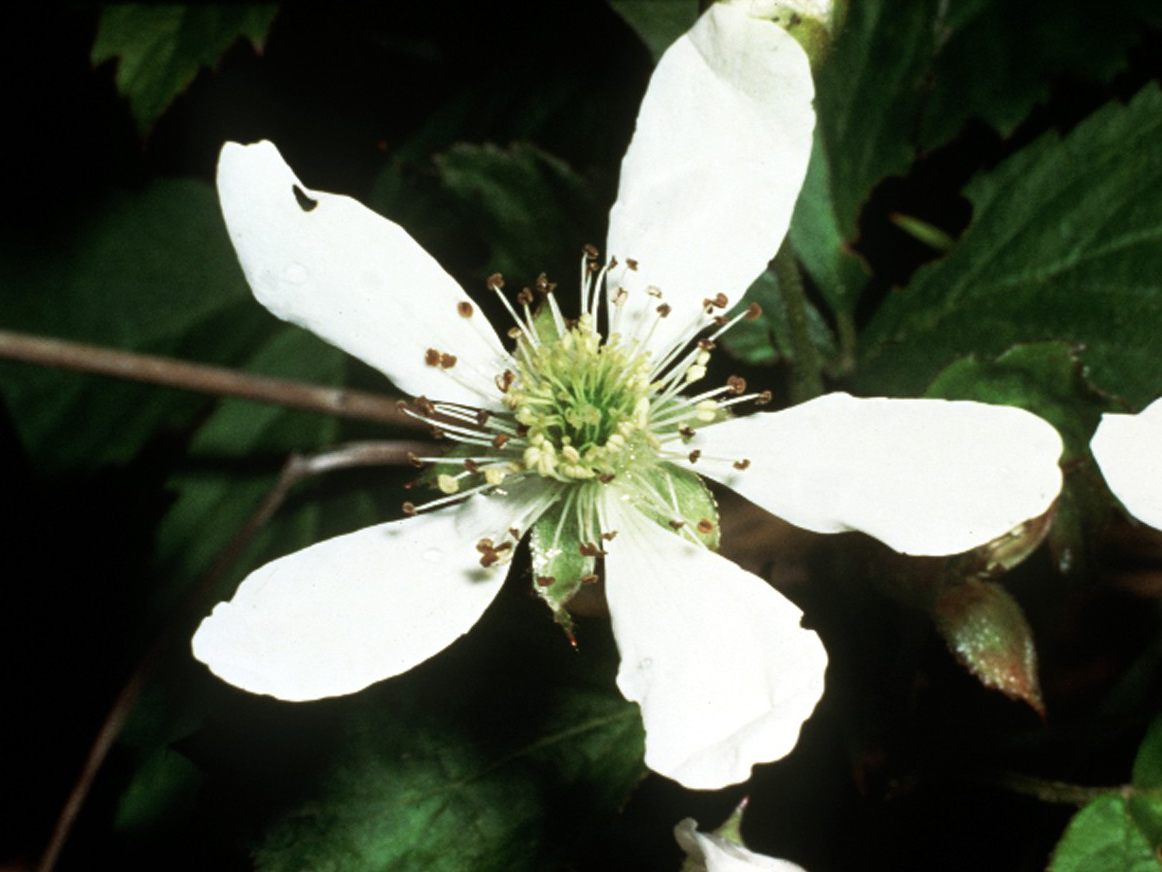
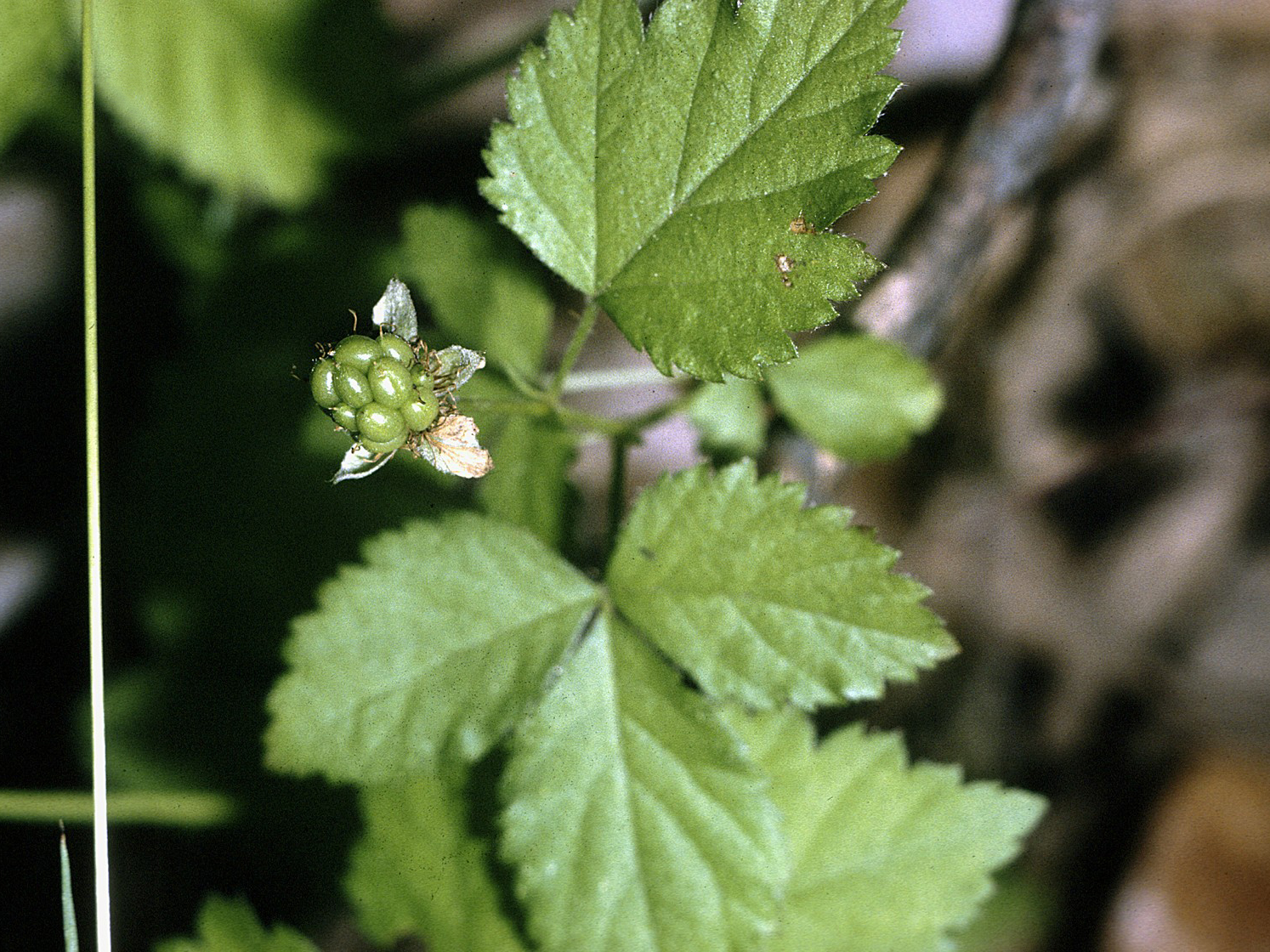